# 长沙简牍博物馆
长沙简牍博物馆（英語：Changsha Jiandu Museum）位于湖南省长沙市天心区白沙路92号，是中国第一座集简牍收藏、保护、整理、研究、陈列展示于一体的专题博物馆，是副县级全额拨款事业单位，隶属长沙市文化广电新闻出版局。

## 历史
自1950年代至21世纪初，湖南省出土简牍累计已达20余万枚，是中国出土简牍数量最多、时代序列最完整、内容最丰富的地区，湖南省会长沙市也是中国出土简牍最多的城市。1996年10月，长沙市五一广场走马楼街的平和堂商厦工地出土三国孙吴简牍10万余枚，数量超过此前中国出土简牍数量之和，这批走马楼简牍被誉为20世纪继甲骨卜辞、敦煌文书之后古代出土文献的又一重大发现，被评为1996年度“全国十大考古新发现”及“二十世纪百项考古发现”之一。
1999年，长沙简牍保护研究中心项目正式获得批准立项。2000年6月8日，馆舍开工建设。2002年11月16日，长沙简牍博物馆获得正式批准成立。2003年底，馆舍土建工程基本完成。2005年底，装修及布展工作完成。2005年12月26日至2006年1月3日，对外试开放9天。2007年11月8日，长沙简牍博物馆正式对外开放。2017年，长沙简牍博物馆被中国博物馆协会评为第三批国家一级博物馆。
长沙简牍博物馆占地面积30亩，主体建筑面积14100平方米，绿化广场8000多平方米。馆舍采用钢筋混凝土框架—剪力墙结构，带有天井型内庭、黑白外墙。
长沙简牍博物馆藏品主要有：1996年10月长沙走马楼J22号井出土的三国孙吴时期纪年简牍14万枚；1997年5月长沙五一广场西北的科文大厦工地出土的东汉简牍数百枚；2003年10月长沙走马楼J8号井出土的西汉初年纪年简牍2千多枚；1993年西汉长沙王后“渔阳”墓出土的简牍、青铜器、漆木器、玉石器、金银器、书画等文物大约3500件。
长沙简牍博物馆的基本陈列是《文明之路——长沙简牍博物馆基本陈列》，由四部分组成：《三国吴简》、《中国简牍》、《世界文字载体》、《中国简牍书法》。辅助陈列为《长沙出土文物精华展》，由四部分组成：《青铜神韵》、《湘楚瑰宝》、《两汉遗珍》、《瓷釉华彩》。

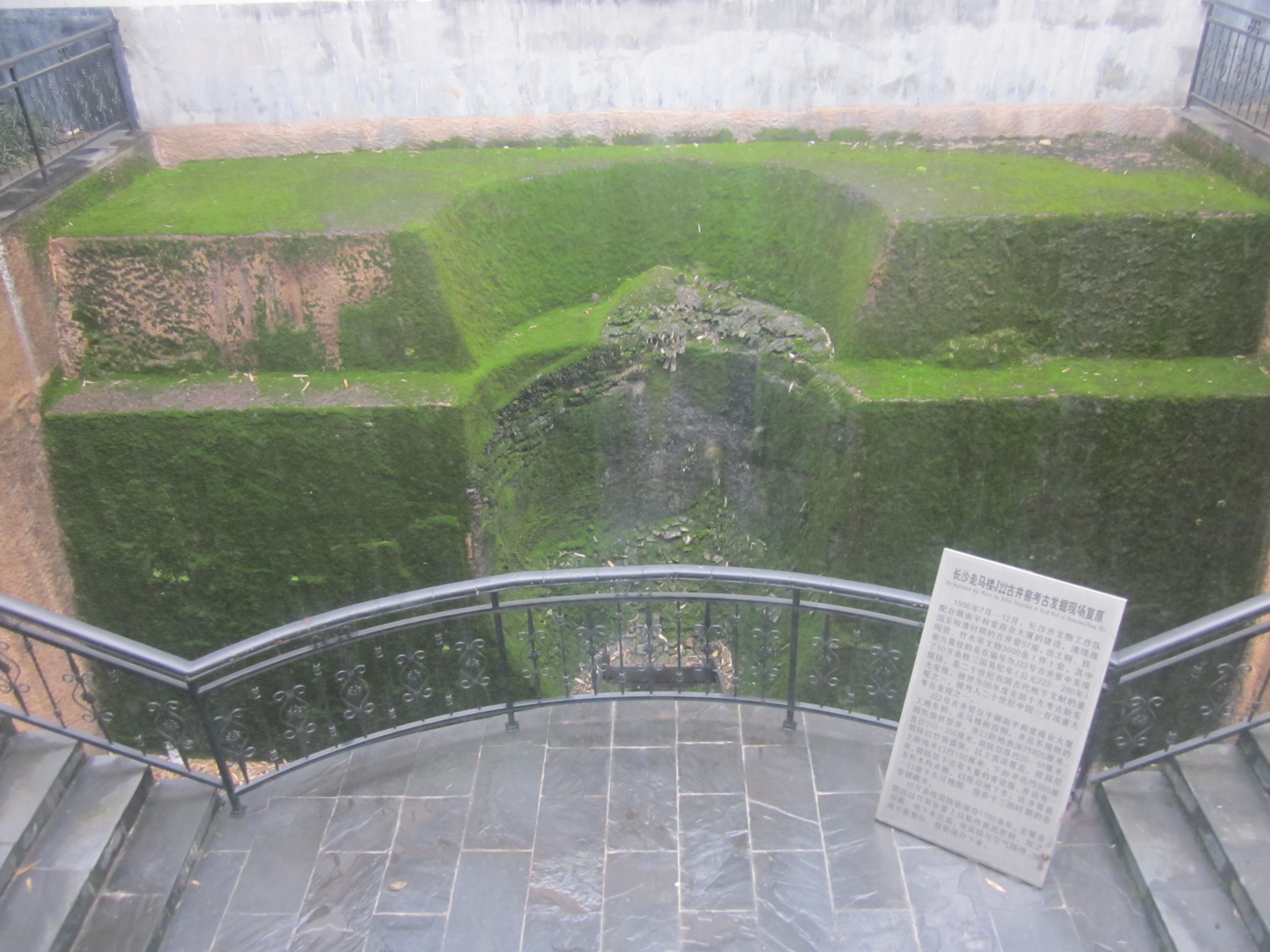
长沙走马楼J22号古井的复原图
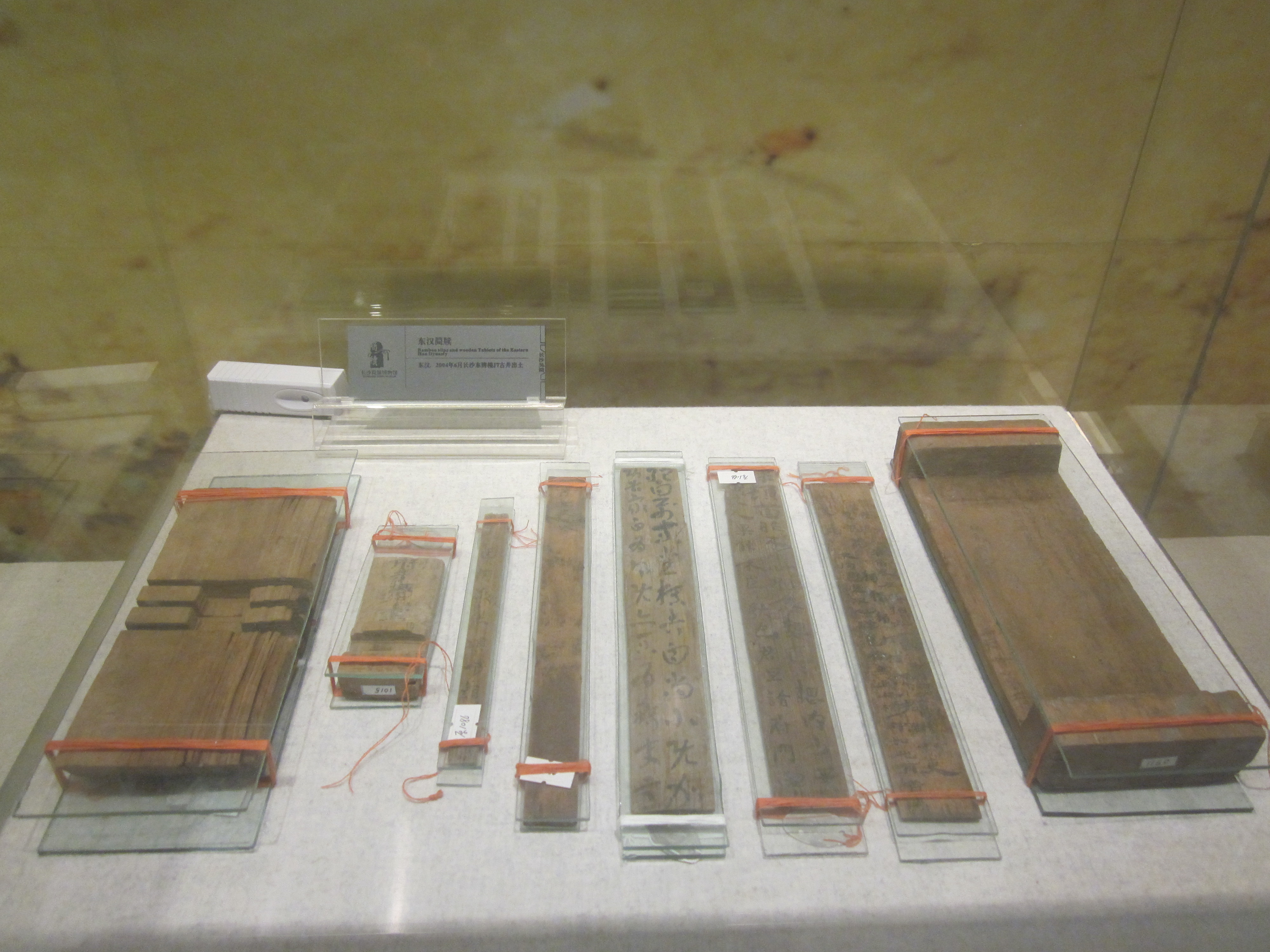
2004年6月长沙走马楼东牌楼17号古井出土的东汉简牍
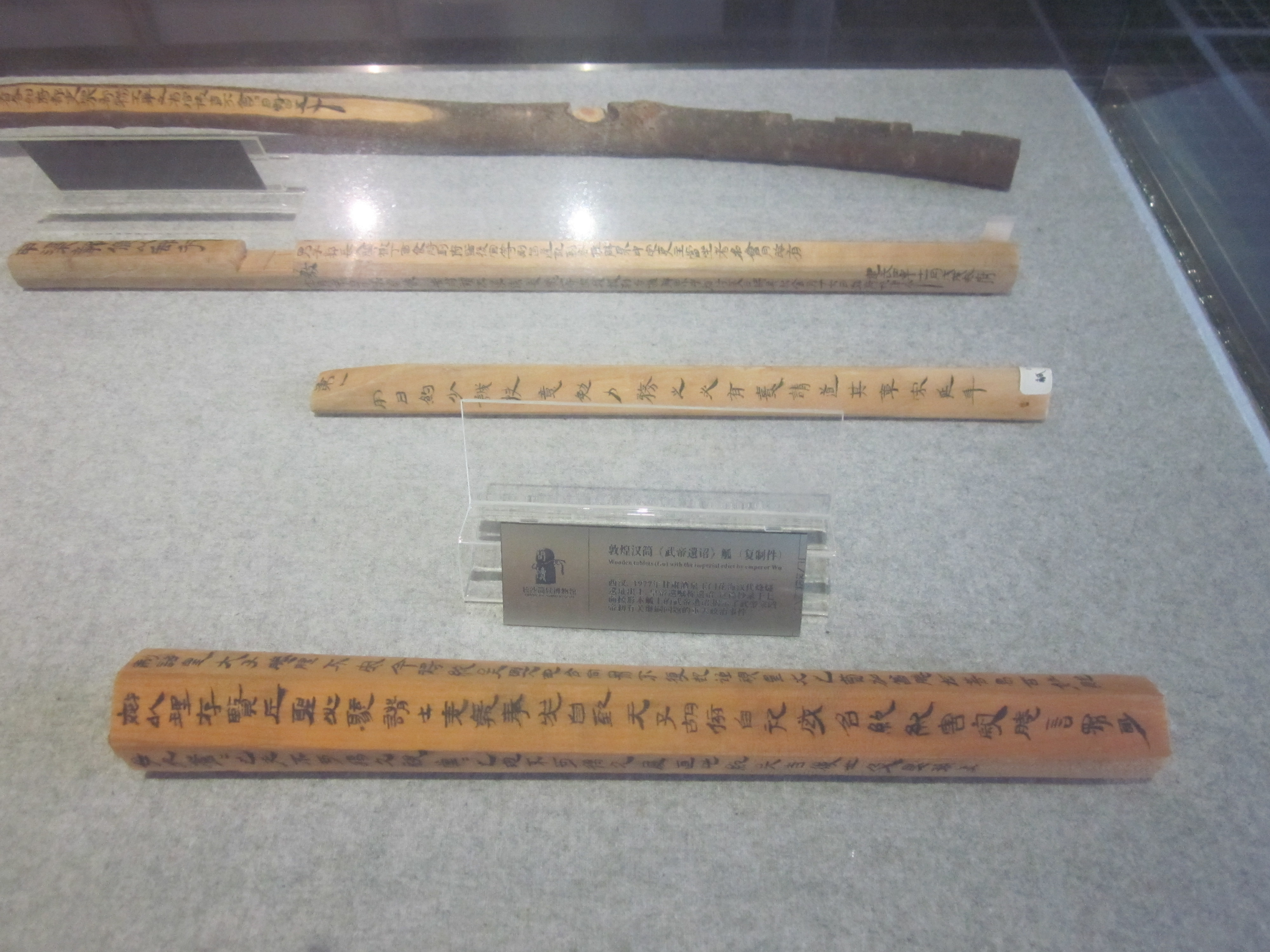
木椟（觚）
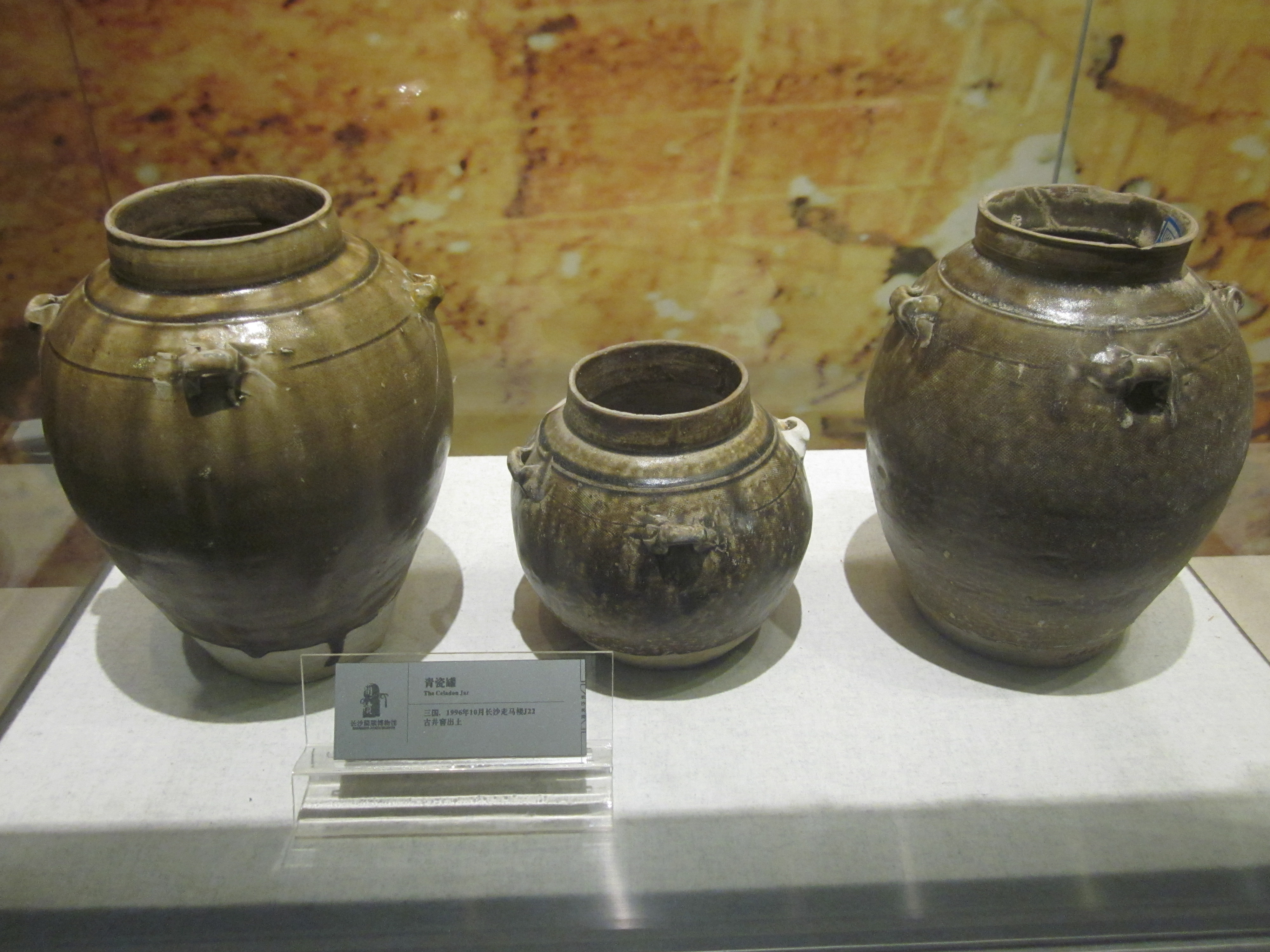
1996年10月长沙走马楼J22古井窖出土的青瓷罐